# 橫濱市認定歷史的建造物

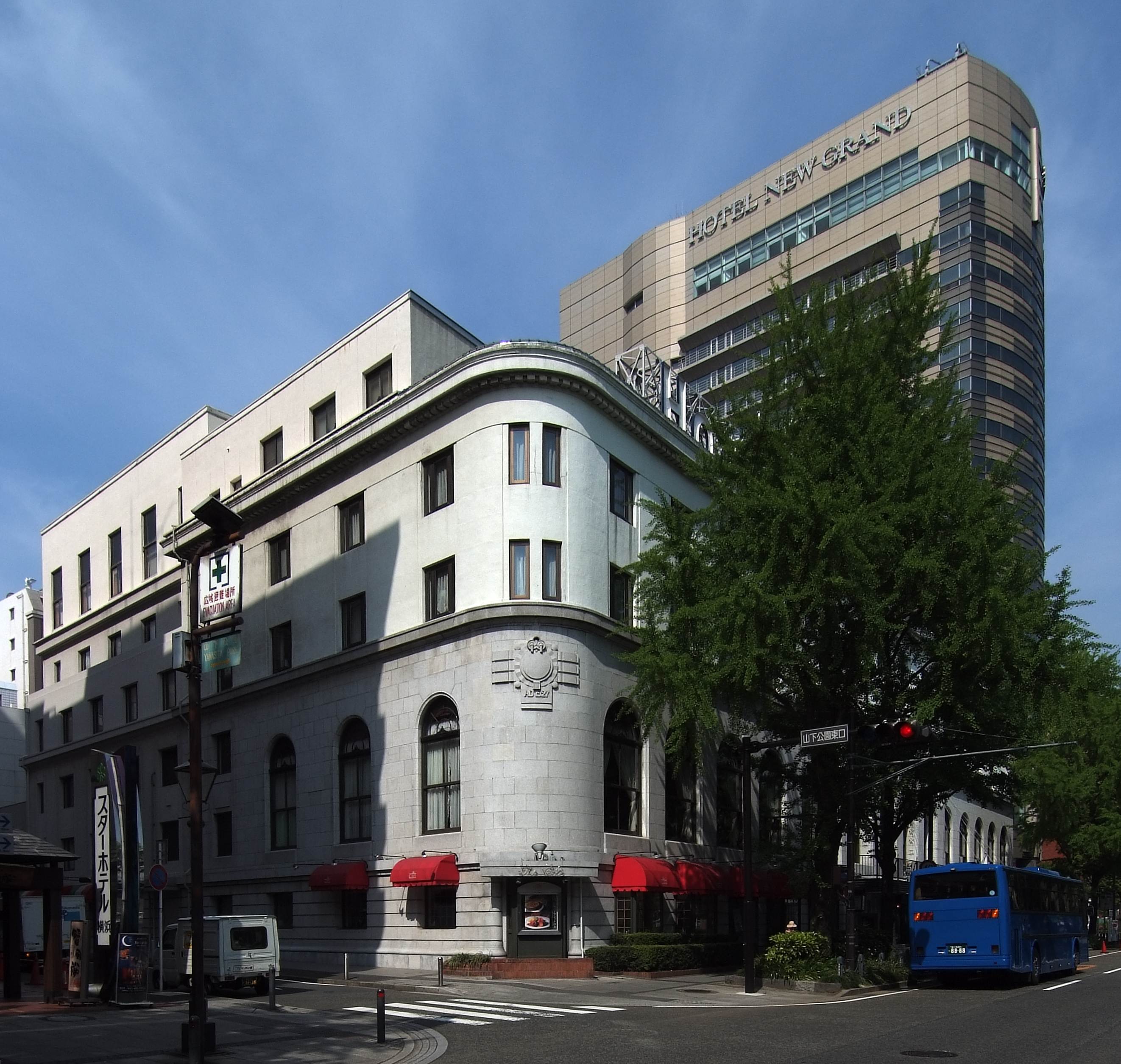
13.新地酒店本館（中區）

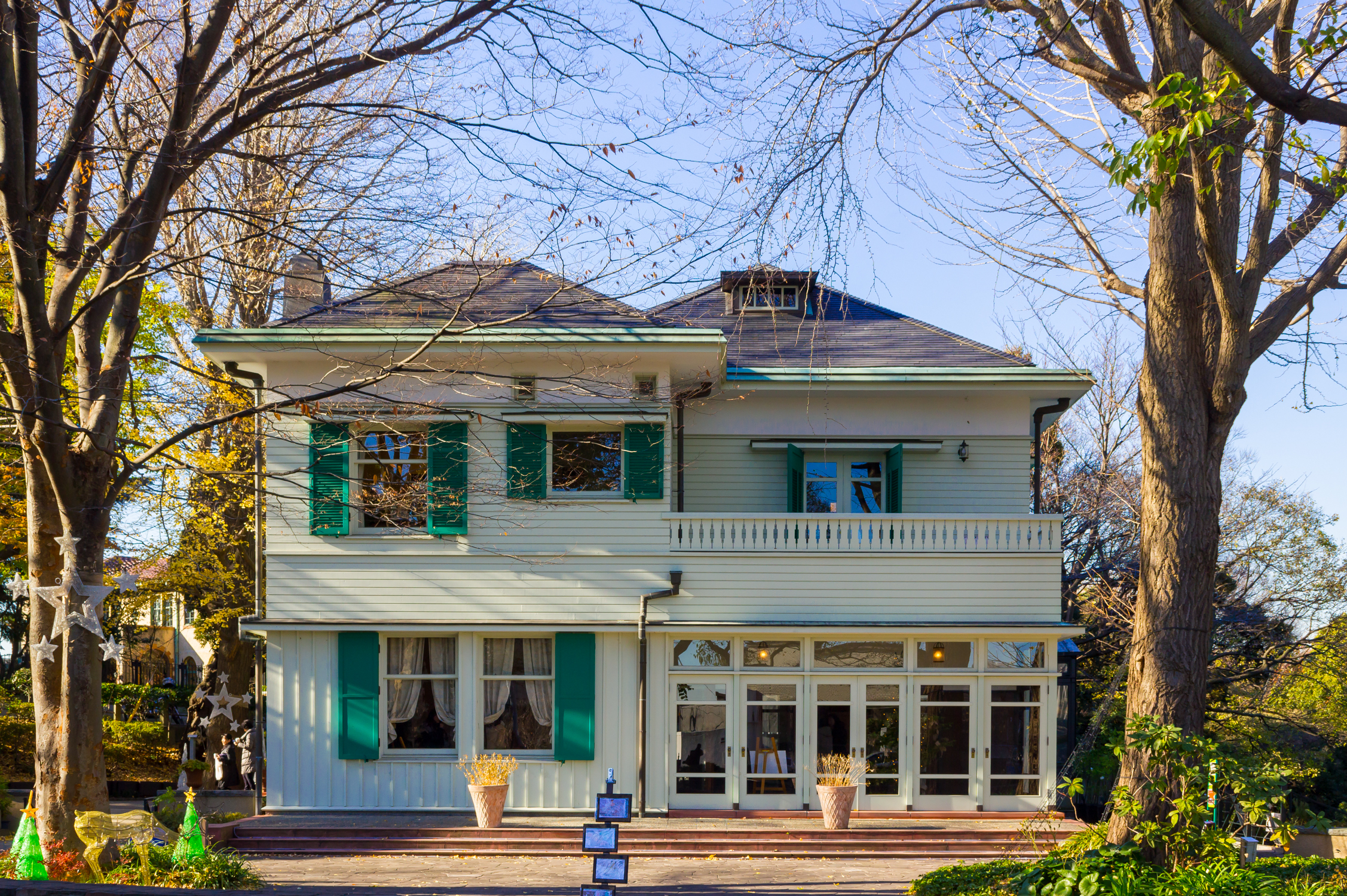
19.埃利斯曼邸（中區）

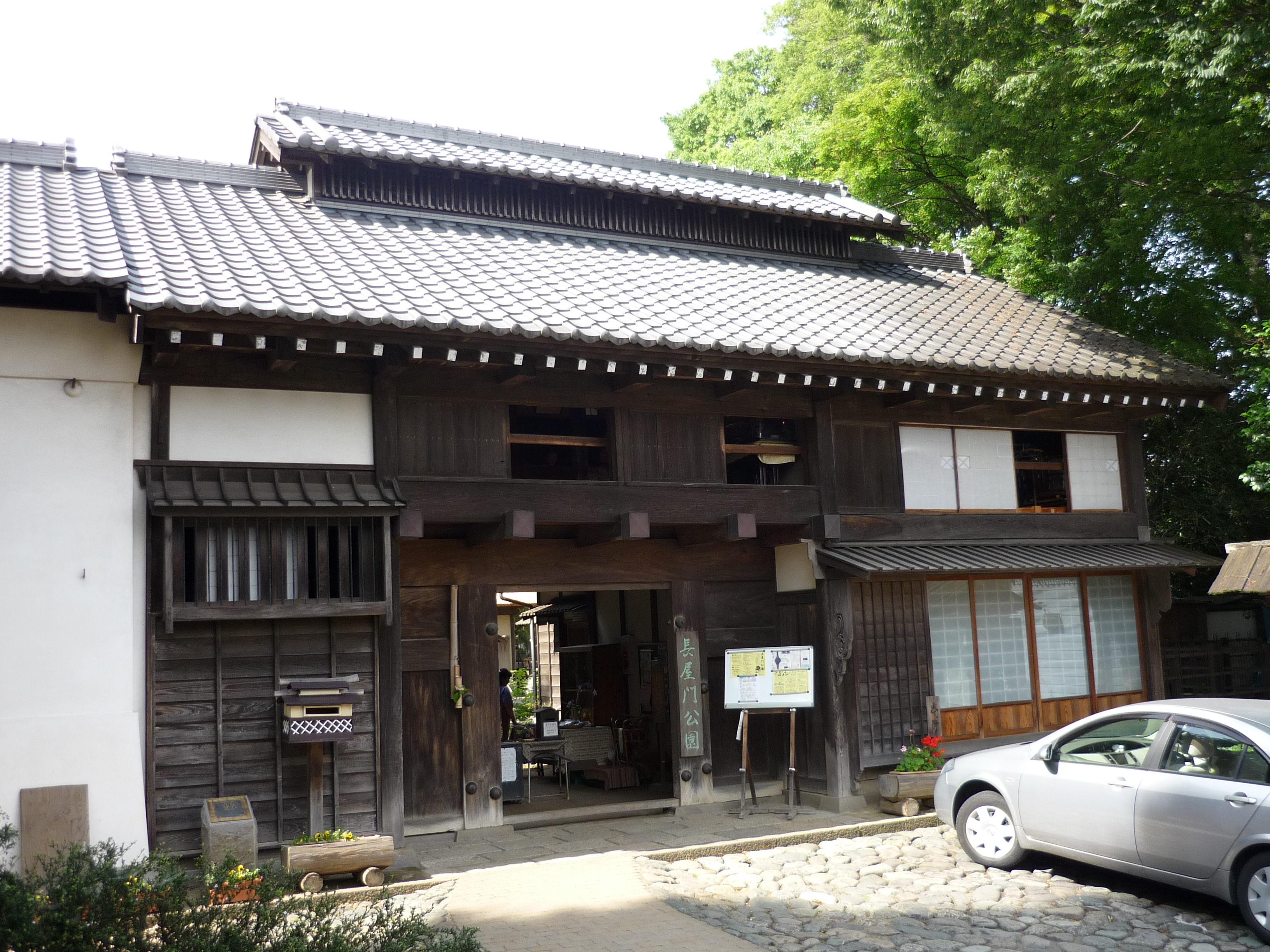
25.舊大岡家長屋門（瀨谷區）

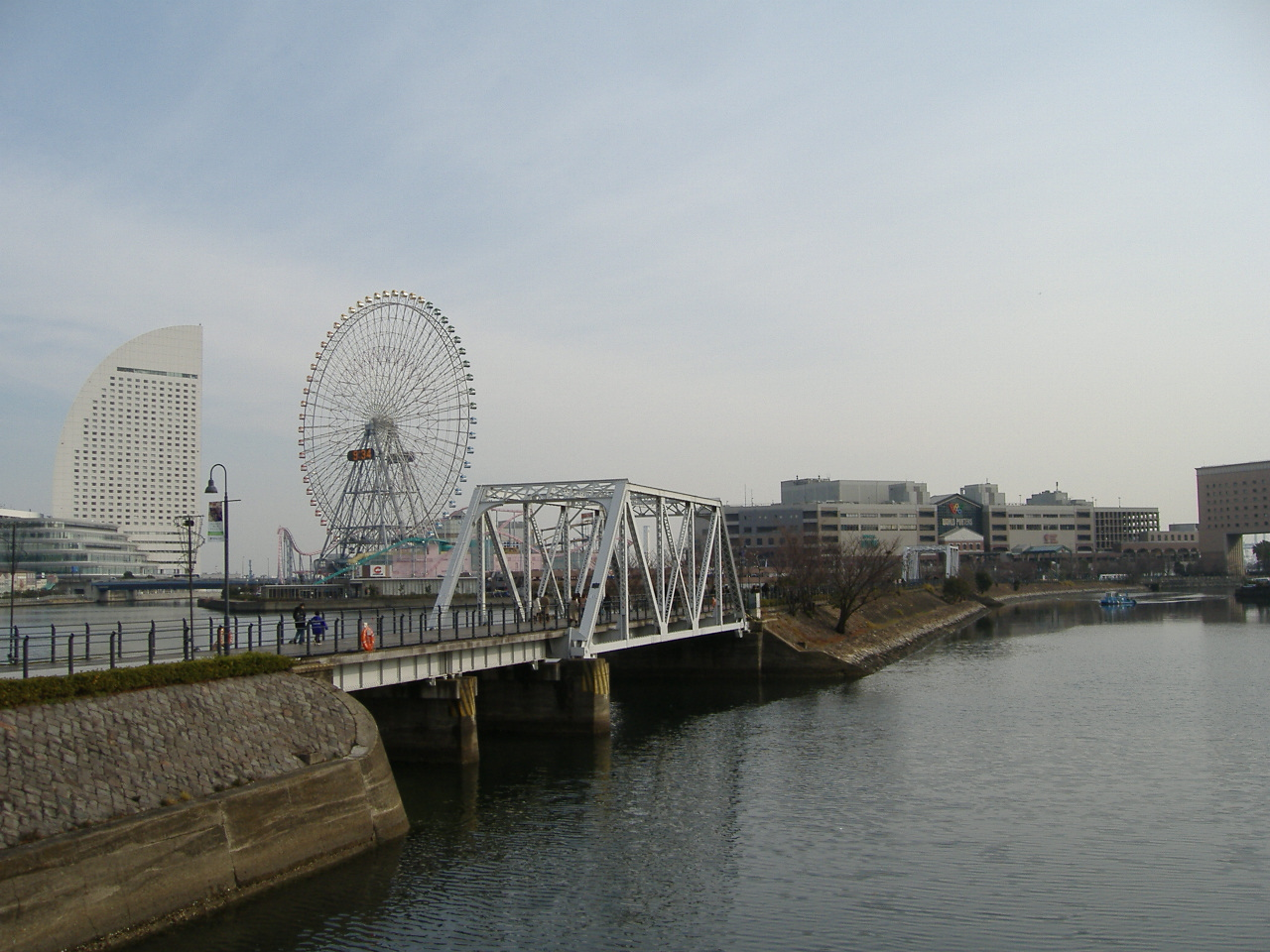
29.舊臨港線護岸、30.港一號橋梁（西區、中區），現在整備成汽車道

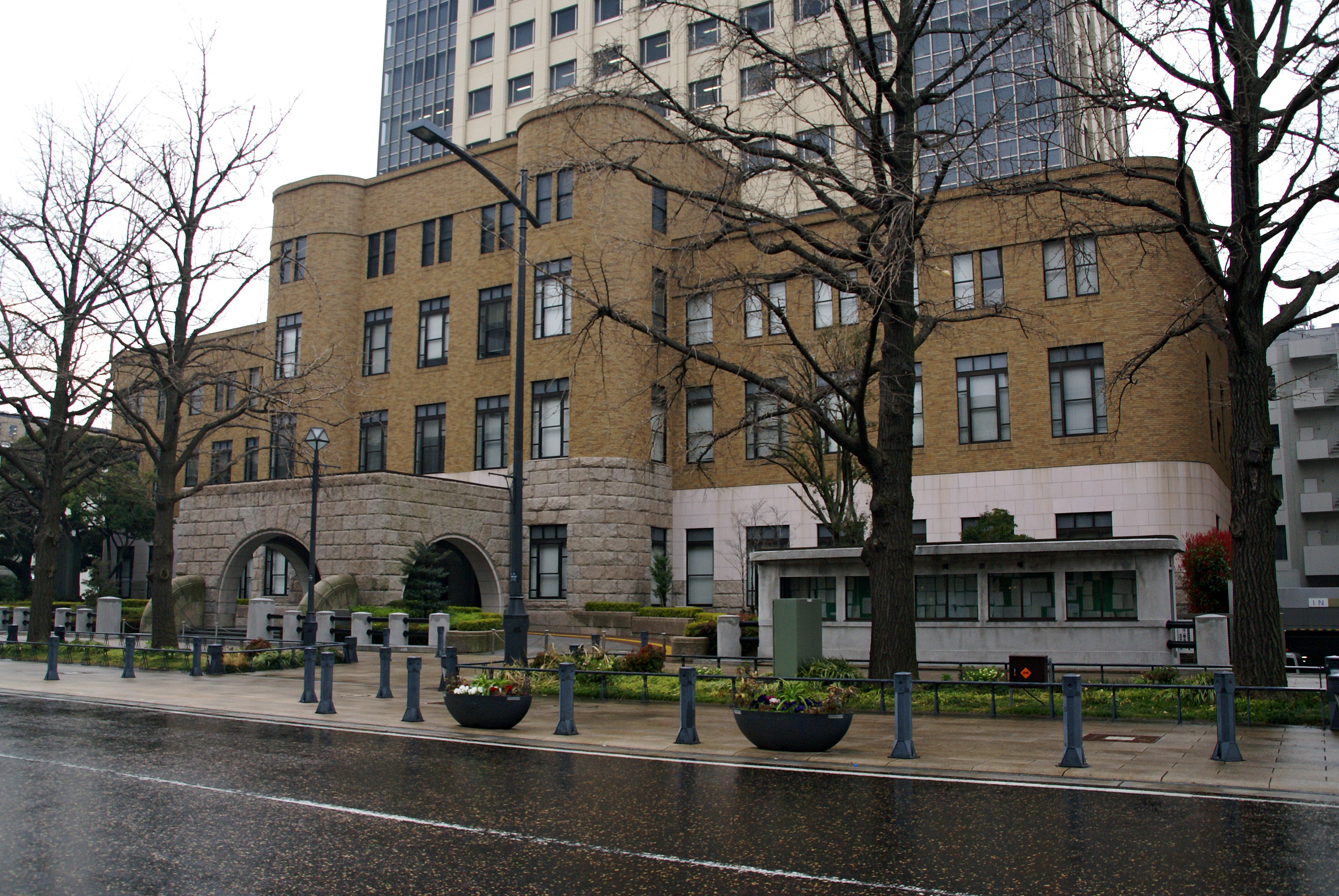
36.橫濱地方·簡易裁判所（中區）

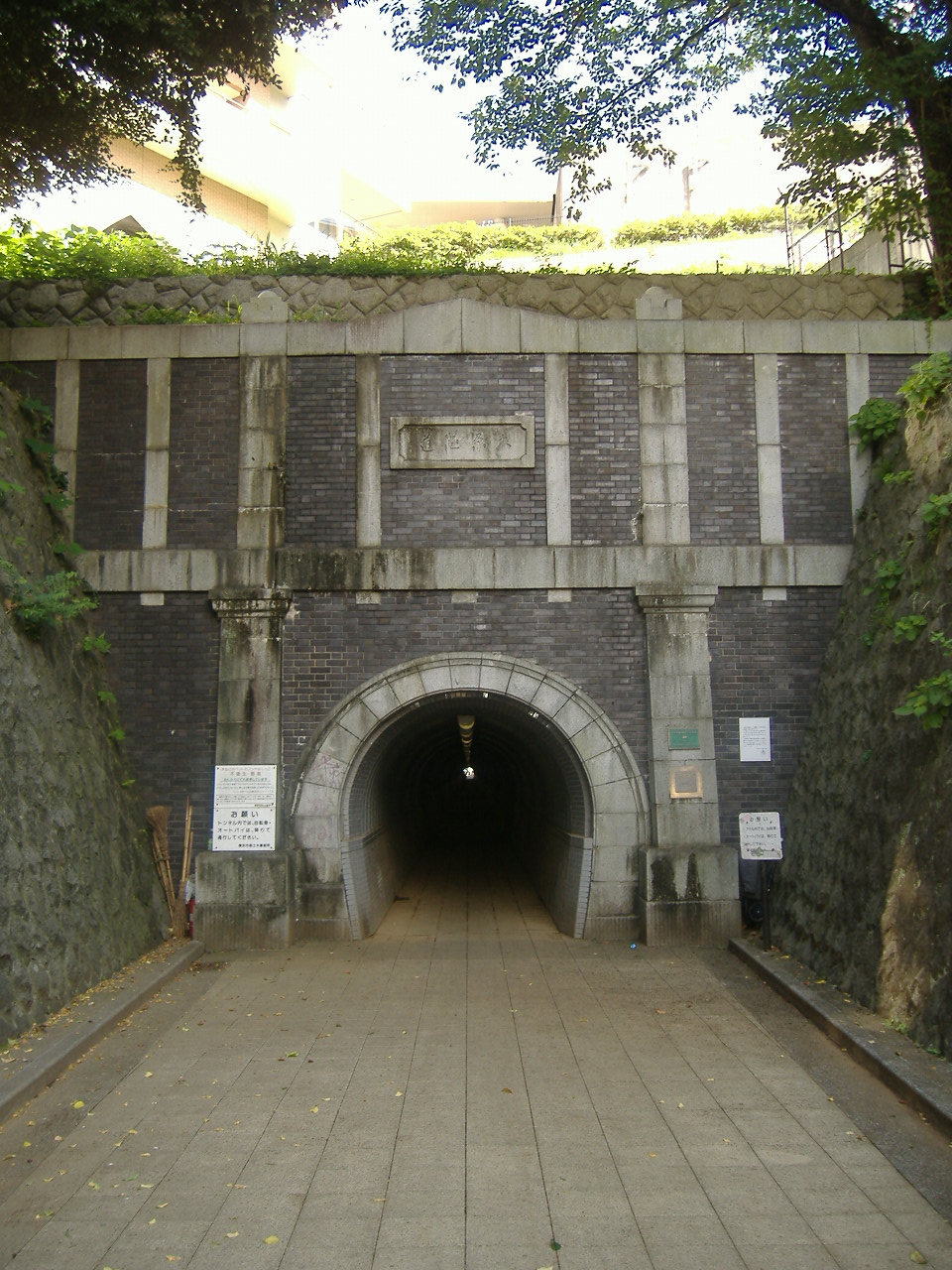
41.大原隧道（南區）

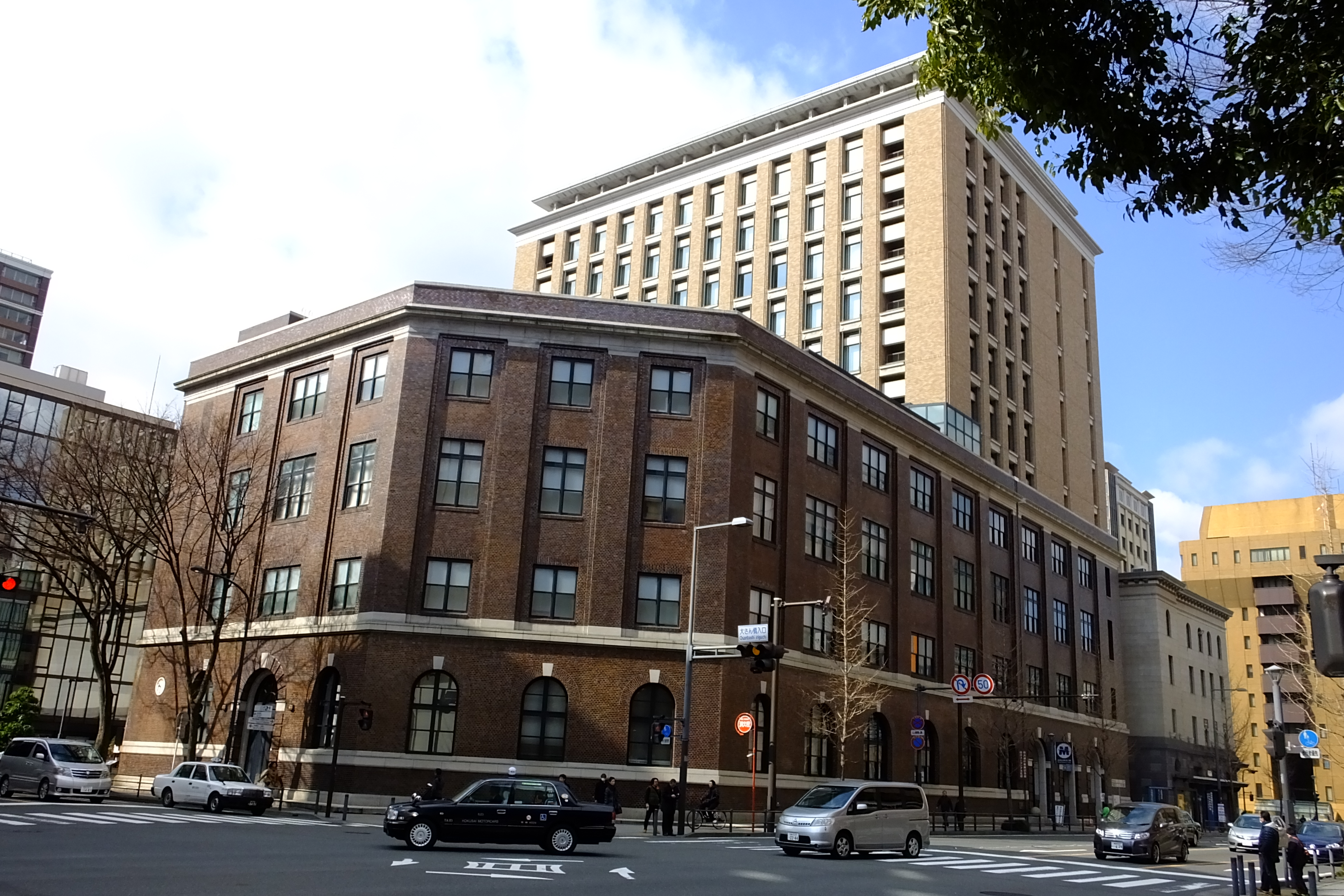
46.舊橫濱市外電話局（橫濱都市發展紀念館、橫濱歐亞文化館）

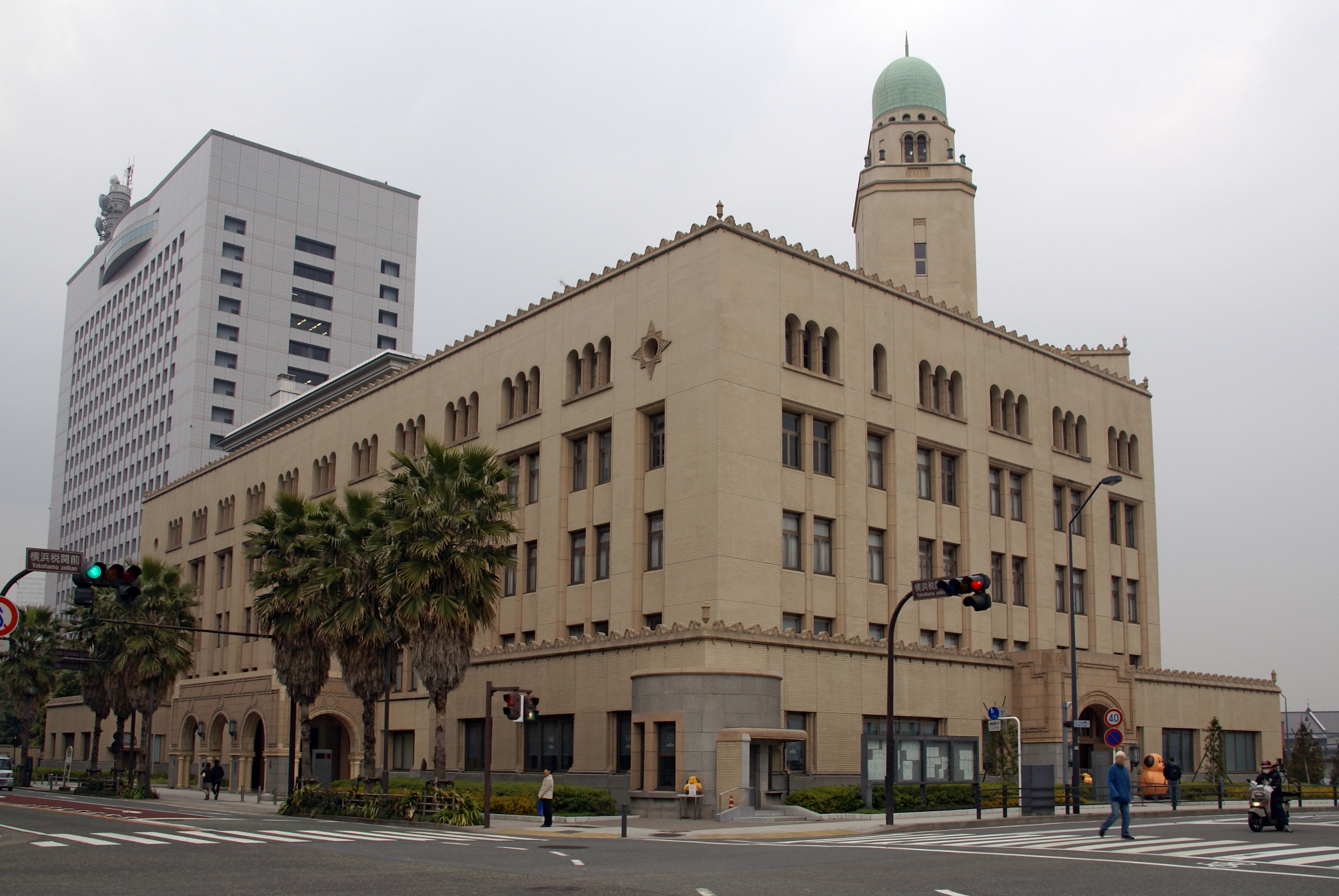
47.橫濱稅關本關廳舍（中區）

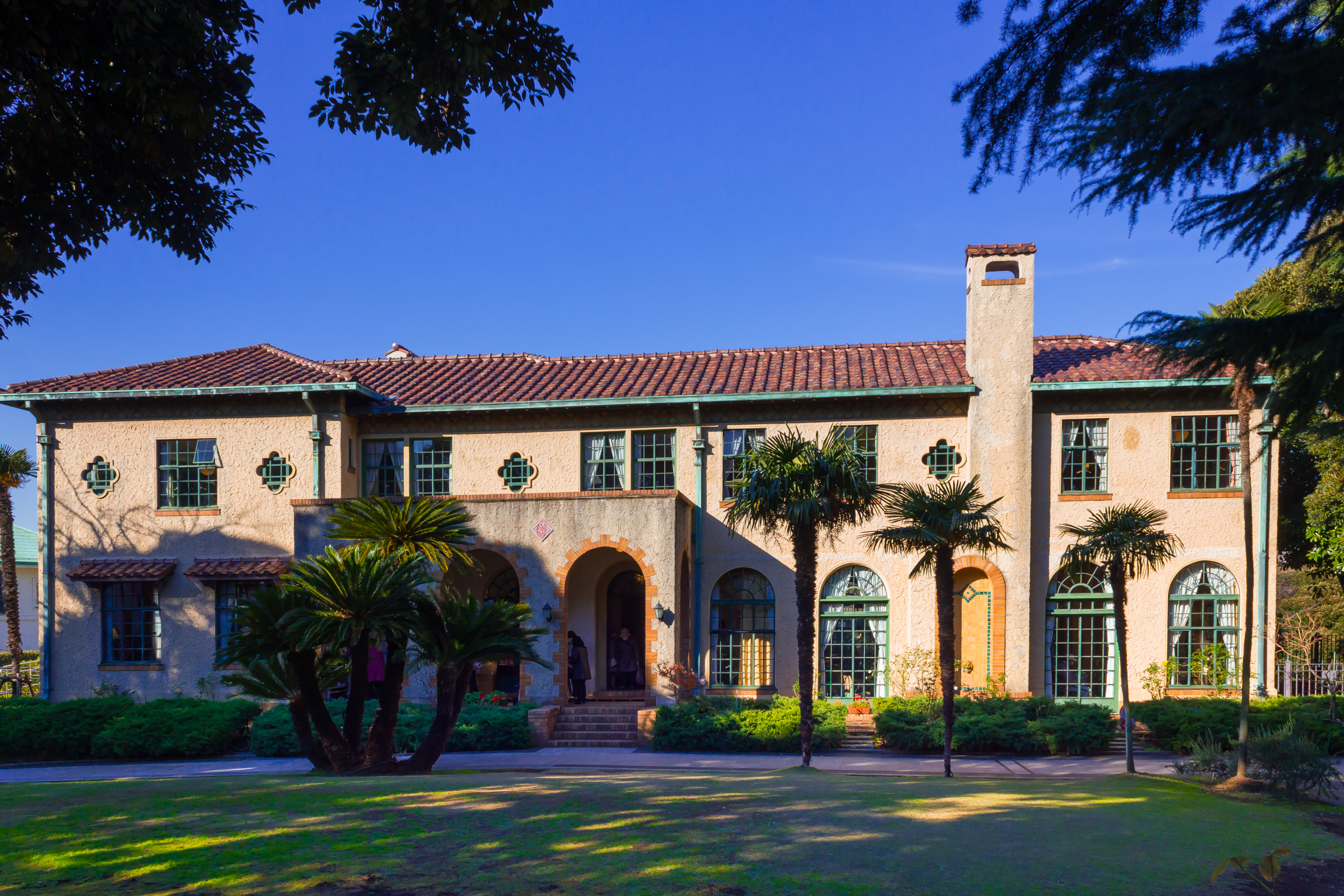
49.貝里克酒店（中區）

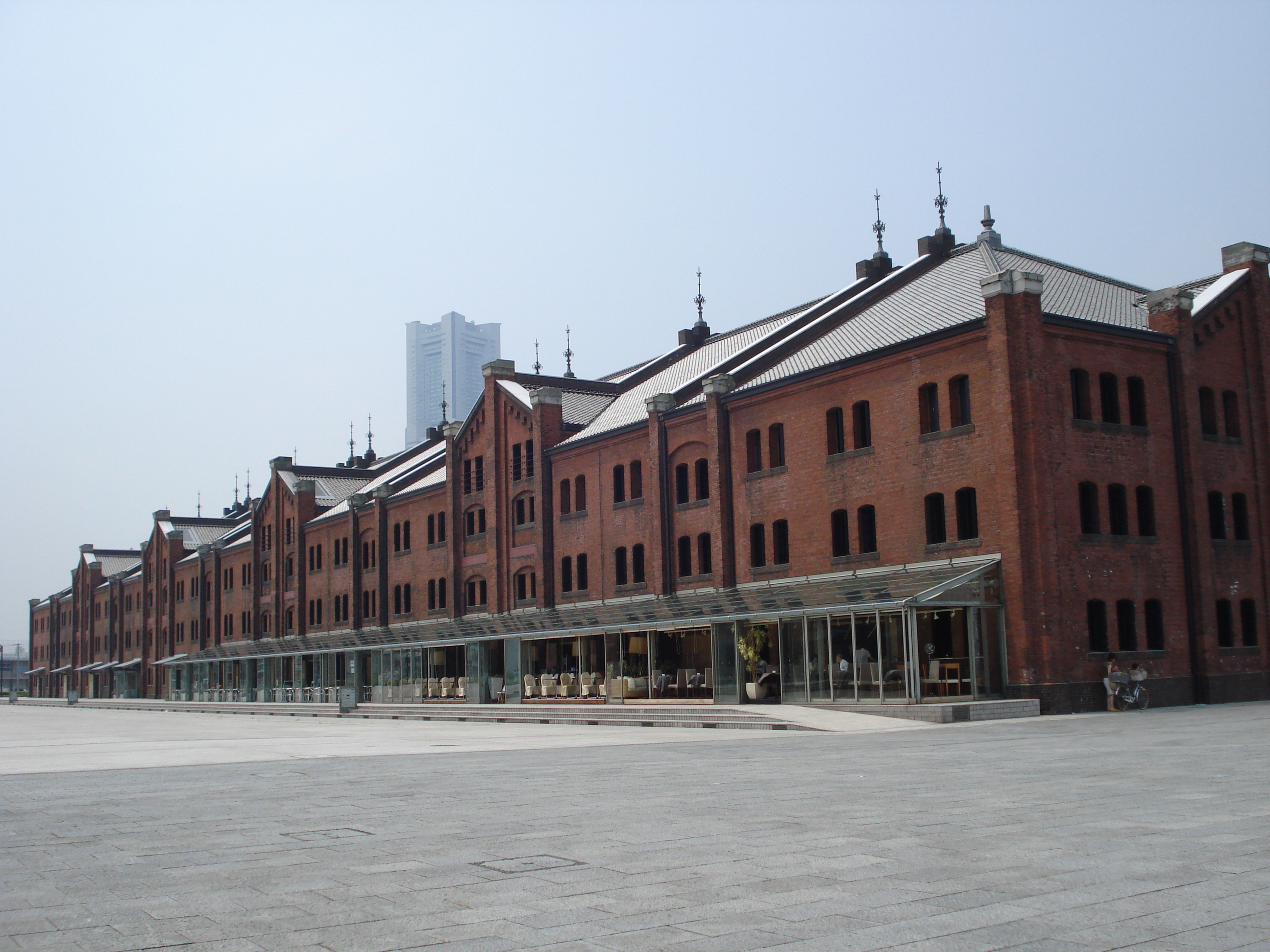
55.赤煉瓦倉庫（新港埠頭保稅倉庫，中區）

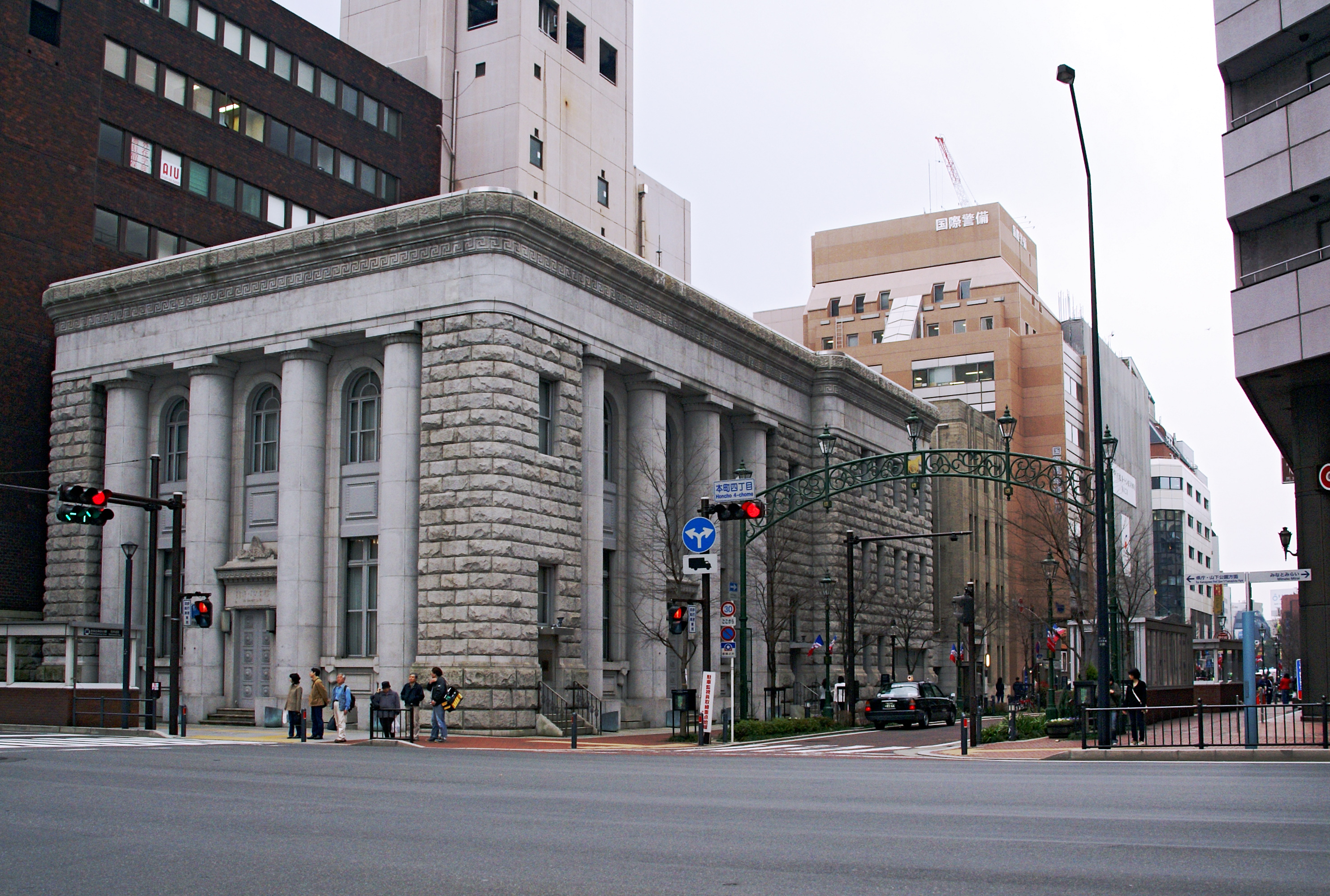
60.舊富士銀行橫濱支店（中區）

橫濱市認定歷史的建造物（日语：／ Yokohama-shi Nintei Rekishiteki Kenzōbutsu）是經認定有日本神奈川縣横滨市歷史風貌的建築。

## 概要
為積極活用能提升城市魅力的貴重資源——社區總體營造，橫濱市都市整備局都市設計室（都市デザイン室）在1988年（昭和63年）度制訂《活用歷史的街區營造要綱》（歴史を生かしたまちづくり要綱），
將應作為歷史建築保全的部位及其設計、材料、色彩、活用方法等列入「保全活用計畫」，對專家調查認為有特殊價值者，依為採取專家及市民意見而設「歷史的景觀保全委員」的意見及與所有者的協議，形成適當保全活用計畫者實行認定。

## 列表
截至2020年，共97件建築有認定。無單獨腳註的項目參照橫濱市開出的清單。及其內容為清單所列名稱的一部份，其他說明以括註。
1. 損保Japan日本興亞橫濱馬車道大廈（舊川崎銀行橫濱支店）
2. 横滨指路教会
3. 天主教山手教會聖堂
4. 橫濱海岸教會
5. 横滨山手圣公会
6. 岩田健夫邸
7. 舊橫濱船渠（日语：横浜船渠）第2號船塢〈，船塢花園〉
8. 舊澤野家長屋門
9. 橫濱第2合同廳舍（日语：横浜第二合同庁舎）〈舊橫濱生絲檢查所〉
10. 舊藤本家住宅主屋及東屋
11. 石橋邸
12. 關東學院中學校（日语：関東学院中学校高等学校）〈舊本館〉
13. 新地酒店本館（日语：ホテルニューグランド）
14. 綜通橫濱大廈（日语：綜通横浜ビル）（舊本町旭大廈）
15. 舊東伏見邦英伯爵別邸〈橫濱王子大飯店貴賓館〉
16. 松原邸
17. 宇田川邸
18. BEATTY邸
19. 埃里斯曼邸（日语：エリスマン邸）
20. 布拉夫18番館（日语：ブラフ18番館）
21. 中澤高枝邸
22. 天主教橫濱司教館別館
23. 天主教橫濱司教館（舊相馬永胤（日语：相馬永胤）邸）
24. 舊金子家住宅主屋
25. 舊大岡家長屋門（日语：長屋門公園）
26. 舊安西家住宅（日语：長屋門公園）主屋
27. 舊圓通寺客殿（舊木村家住宅主屋）
28. 新川家住宅主屋
29. 舊臨港線護岸（日语：北仲橋）
30. 港一號橋梁
31. 港二號橋梁
32. 港三號橋梁（舊大岡川橋梁）
33. 長濱大廳（日语：横浜市長浜ホール）（1.橫濱檢疫所長濱措置場舊細菌檢查室、2.舊事務棟）
34. 舊清水製絲場本館（天王森泉館）
35. 橫濱情報文化中心（舊橫濱商工獎勵館）
36. 橫濱地方·簡易裁判所（日语：横浜地方裁判所）
37. 岡田邸
38. 山手資料館
39. 山手234番館（日语：山手234番館）
40. 東隧道（日语：東隧道）
41. 大原隧道
42. 浦舟水道橋（日语：浦舟水道橋）
43. 細流公園（日语：せせらぎ公園 (横浜市)）古民家（舊內野家住宅主屋）
44. 馬車道大津大廈（日语：馬車道大津ビル）（舊東京海上火災保險（日语：東京海上日動火災保険）大廈）
45. 舊橫濱市外電話局〈橫濱都市發展紀念館（日语：横浜都市発展記念館）、橫濱歐亞文化館（日语：横浜ユーラシア文化館）〉
46. 横滨税关本關廳舍〈王后塔〉
47. 舊英國7番館（戶田平和紀念館）
48. 貝里克大廈（日语：ベーリック・ホール）
49. 山手76番館
50. 中丸家長屋門
51. 響橋（日语：響橋）
52. 昇龍橋
53. 山手隧道
54. 赤煉瓦倉庫〈，新港埠頭保税倉庫〉
55. 日產自動車株式會社橫濱工場1號館（舊本社大廈）
56. 舊奧津家長屋門並土藏
57. 新港橋梁（日语：新港橋梁）
58. 舊東京三菱銀行橫濱中央支店（日语：旧東京三菱銀行横浜中央支店）
59. 舊富士銀行橫濱支店（日语：旧富士銀行横浜支店）（元安田銀行橫濱支店）
60. 舊橫濱銀行本店別館（元第一銀行橫濱支店）（日语：横浜アイランドタワー）
61. 伊東醫院
62. 旧维特利希邸
63. 舊居留地消防隊地下貯水槽
64. 打越橋（日语：打越橋）
65. 舊橫濱松坂屋西館〈舊松屋橫濱支店[8]〉
66. 櫻道橋（日语：桜道橋）
67. 霞橋（日语：霞橋 (横浜市西区・南区境)）
68. 印度水塔（日语：インド水塔）
69. 谷戶橋（日语：谷戸橋）
70. 西之橋（日语：西之橋）
71. 旧伯纳德邸
72. 山手89-8番館
73. 舊平沼專藏（日语：平沼専蔵）別邸龜甲積擁壁及煉瓦塀〈，野毛山住宅（日语：野毛山住宅）〉
74. 二代目橫濱驛基礎等遺構
75. 菲利斯女學院10號館（舊升陽石油（日语：昭和シェル石油）會社社宅）
76. 斯壯大廈（日语：ストロングビル）
77. 舊燈臺寮護岸
78. 横滨税关遺構：鐵軌道及轉車臺〈，象鼻公園內〉
79. 帝國大廈（日语：インペリアルビル）
80. 慶應義塾大學（日吉）寄宿舎（南寮及浴場棟）
81. 井伊直弼像臺座及水泉〈，掃部山公園（日语：掃部山公園）內〉
82. 菲利斯女學院6號館別館
83. 河合邸
84. 舊神奈川縣產業組合館（日语：JAグループ神奈川ビル）
85. 舊神奈川勞動基準局（元日本绵花橫濱支店倉庫）
86. 山手26番館
87. 霞橋（日语：霞橋 (横浜市中区)）（舊江崎跨線橋）
88. 舊橫濱生絲檢查所附屬生絲絹物專用B號倉庫及C號倉庫（日语：北仲通地区）〈，舊帝蠶倉庫〉[5]
89. 鈴木家長屋門
90. 田邊家住宅（日吉之森庭園美術館）
91. 俣野別邸（日语：旧住友家俣野別邸）
92. 舊市原重治郎邸
93. 中山三郎家店藏及書院
94. 井土谷上町第一町內會館（舊井土谷見番）
95. 吉野橋（日语：吉野橋 (中村川)）
96. 舊橫濱外防波堤北燈臺及南燈臺
97. 山手133番館
98. 長者橋（日语：長者橋 (横浜市)）

## 除名
1. 橫濱松坂屋（舊野澤屋） - 因再開發計畫，2010年3月15日解除認定[9]
2. 日本勝利第一工場立面（日本ビクター第一工場ファサード） - 因工場變賣解體，2010年12月15日提出解除認定[10]
3. 舊新井家住宅主屋（八卷家） - 平成30年度解除認定[11]

## 外部連結
- . .   [2021-12-28]. （原始内容存档于2021-04-19）.